# Maria Theofili
Maria Theofili ist eine griechische Diplomatin und Botschafterin. Sie ist seit dem 13. September 2017 Ständige Vertreterin ihres Landes bei den Vereinten Nationen in New York. Zuvor war sie von 2015 bis 2017 Botschafterin in Frankreich und Monaco.

## Berufsweg
Maria Theofili studierte Rechtswissenschaften an der Universität Athen und absolvierte ein postgraduales Studium im Bereich europäische Politik und Verwaltung am College of Europe in Brügge, Belgien.
Im diplomatischen Dienst ihres Landes wurde sie 1989 in das Vereinigte Königreich entsandt. Im Jahr 1997 wurde sie stellvertretende Leiterin des diplomatischen Kabinetts des Außenministers und drei Jahre später diplomatische Beraterin des Kulturministers. Im Jahr 2009 war sie Direktorin im Kabinett des Vizepremier- und Finanzministers, des Diplomatischen Büros des Vizeaußenministers und leitete die Direktion für Russland und den Kaukasus. Vier Jahre später wurde Theofili zur Generaldirektorin für Personal, Verwaltungsorganisation und Finanzverwaltung im Außenministerium  ernannt. Die Leitung der Direktion für die Vereinten Nationen und internationale Organisationen sowie Konferenzen gehörte ebenfalls zu ihren Aufgaben.
Im Jahr 2015 wurde Theofili Botschafterin ihres Landes in Frankreich und Monaco. Während dieser Zeit war sie auch persönliche Vertreterin des griechischen Premierministers beim Ständigen Rat der Internationalen Organisation der Frankophonie (OIF). Zur Ständigen Vertreterin bei den Vereinten Nationen ernannt überreichte Maria Theofili am 13. September 2017 UN-Generalsekretär António Guterres ihr Beglaubigungsschreiben.
Theofili spricht neben Griechisch Englisch und Französisch. Sie ist verheiratet und Mutter eines Sohns.